# Apogon pacificus
Apogon pacificus е вид лъчеперка от семейство Apogonidae. Видът е незастрашен от изчезване.

## Разпространение и местообитание
Разпространен е в Еквадор, Колумбия, Коста Рика, Мексико, Никарагуа, Панама, Перу, Салвадор, САЩ и Хондурас.
Среща се на дълбочина от 1 до 30 m, при температура на водата около 23,5 °C и соленост 35 ‰.

## Описание
На дължина достигат до 10 cm.